# 一個字體，一百年的平面設計
《一個字體，一百年的平面設計》（Helvetica）是一部於2007年推出的美国纪录片，主要講述的是與紀錄片英文名同名的字体Helvetica以及其他有關字体排印和平面设计的內容。該紀錄片由Gary Hustwit执导，發行時恰逢Helvetica字体推出50周年。該紀錄片曾參與2008年獨立精神獎提名。

## 外部鏈接
- 官方网站
- 互联网电影数据库（IMDb）上《Helvetica》的资料（英文）
- AllMovie上《Helvetica》的资料（英文）
- Motion Graphics by Trollback + Company （页面存档备份，存于）
- Helvetica DVD review （页面存档备份，存于）